# 卡赫姆區
51°16′08″N 96°33′14″E / 51.269°N 96.554°E
卡赫姆區（俄语：Каа-Хемский кожуун），是俄羅斯圖瓦共和國的一個区，行政中心为萨雷格谢普，人口12,279（2010年）。